# Star Wars: Empire at War
Star Wars: Empire at War is een real-time strategy computerspel ontwikkeld door Petroglyph Games en uitgegeven in Europa op 17 februari 2006 door LucasArts. Star Wars: Empire at War richt zich op de oorlog tussen de Rebellenalliantie en het Galactisch Keizerrijk. Dit speelt zich af tussen deel III en IV.
Het spel is ontwikkeld door het bedrijf Petroglyph, waarin veel ex-werknemers van Westwood Studios werken, die vooral bekendstaan om hun werk voor de Command & Conquer-serie.
Empire at War gebruikt een heel nieuwe engine genaamd Alamo, de meest recente update was op 20 juli 2006. In oktober 2006 kwam de uitbreiding Star Wars: Empire at War: Forces of Corruption uit.

## Gameplay
er zijn drie verschillende modes: skirmish, galactic conquest en de singleplayer-campaign.
- Bij skirmish moet de speler in eerste instantie kiezen tussen een gevecht op een planeet of in de ruimte. Op land krijgt de speler een al opgebouwde basis en moet upgrades onderzoeken en een leger opbouwen om zo uiteindelijk de vijandelijke basis te vernietigen. In de ruimte begint de speler met een ruimtestation. Om verder te komen moet de speler het ruimtestation verbeteren om zo betere en sterkere schepen te kunnen bouwen. Het is de bedoeling om het vijandelijke ruimtestation te vernietigen. Helden kunnen op land maar ook in de ruimte gemaakt worden. Het aantal spelers varieert van één tot vier spelers, met als moeilijkheidsgraad easy, medium of hard.
- De mode galactic conquest speelt zich af in een hele melkweg. De speler moet als rebellen of als empire de andere kant uit de Melkweg proberen te jagen, of door bijvoorbeeld de Death Star te vernietigen. Wanneer een speler de andere speler aanvalt en er een vloot in de ruimte bevindt, begint er een ruimtegevecht. Wanneer de verdedigende vloot vernietigd is begint er een landgevecht om de planeet proberen te veroveren. Planeten geven geld om zo meer legers en gebouwen te kunnen bouwen. Elke planeet heeft ook nog een eigen bonus, zoals bijvoorbeeld de planeet Kuat. Als Kuat bezet wordt, krijgt de desbetreffende speler de bonus dat Imperial Star Destroyers 25% goedkoper worden.
- Bij de singleplayer-campaign moet de speler een van de twee kanten kiezen en zo verschillende missies uitvoeren zoals als rebellen zijnde X-Wing prototypes stelen om die daarna ook te kunnen maken. De speler begint met een held en moet missies uitvoeren tot de Battle of Yavin. Bij de campaign kan er ook gekozen worden tussen easy, medium en hard.

## Helden
Rebellen:

Land:
- Ben Kenobi
- Yoda
- R2-D2 en C3PO
- Kyle Katarn

Ruimte:
- Millennium Falcon (Chewbacca & Han Solo)
- Sundered Heart (Kapitein Raymus Antilles)
- Red Squadron

Keizerrijk:

Land:
- Mara Jade
- Kolonel Maximillian Veers
- Keizer Palpatine/Darth Sidious
- Darth Vader
- Boba Fett

Ruimte:
- Boba Fett
- Darth Vader
- De Executor (Kapitein Firmus Piett)